# 休吉冰川
66°11′S 65°7′W / 66.183°S 65.117°W
休吉冰川（英語：Hugi Glacier），是南極洲的冰川，位於葛拉漢地的葛拉漢海岸，最終注入霍特達爾灣，由英國探險隊繪入地圖，以瑞士教師命名，現時由南極條約體系管理。